# Miriam di San Servolo
Miriam di San Servolo, nacida como Maria Petacci y citada con el nombre artístico de Miriam Day, Myriam Day o, incluso, Mirián Day (Roma, 31 de mayo de 1923 – ib., 24 de mayo de 1991) fue una actriz de cine italiana, que participó en una quincena de películas a lo largo de su carrera cinematográfica que abarcó desde la década de 1940 hasta la década de 1950.
Era la hermana menor de Clara Petacci, amante de Benito Mussolini, quien fue ejecutada junto con su hermano y el dictador el 28 de abril de 1945.

## Biografía
Su nombre aparece por primera vez como protagonista en la película de Camillo Mastrocinque Le vie del cuore, ambientada en el siglo XIX y que fue presentada en 1942 en el Festival de Cine de Venecia, donde el alias escogido por la actriz (Miriam di San Servolo) provocó risas entre el público, ya que San Servolo es una isla de la Laguna de Venecia donde se ubicaba un centro de internamiento para enfermos mentales.
Posteriormente actuó, como protagonista, en la película L'amico delle donne (1942), de Ferdinando Maria Poggioli.
Debido a la caída del fascismo y los acontecimientos consiguientes, las posteriores películas italianas de la actriz no tuvieron mucho éxito: L'invasore de Nino Giannini, dirigida por Roberto Rossellini, tuvo una salida limitada solo en 1949, a pesar de haber sido filmada y completada en 1944. 
Emigró a España poco antes del colapso del fascismo, continuando su carrera como actriz, filmando nueve películas, donde trabajó con el nombre artístico de Miriam Day. La única excepción fue la película Bonnes à tuer (1954), coproducción franco-italiana de Henri Decoin donde, entre otras cosas, a la actriz se le atribuye su nombre real, Miryam Petacci.
Colaboró como diseñadora de vestuario en algunas obras de teatro y en la película Brevi amori en Palma di Majorca, mientras que en 1984 hizo de sí misma en la película Claretta de Pasquale Squitieri, protagonizada por Claudia Cardinale. También en este caso fue acreditada como Miryam Petacci. Fue su última aparición en la gran pantalla.
Murió en 1991 a la edad de 67 años después de una larga enfermedad en el Ospedale Sant'Eugenio en Roma. Está enterrada en la tumba familiar en el Cementerio comunal monumental Campo Verano.

## Filmografía completa
- Le vie del cuore (1942)
- L'amico delle donne (1943)
- Sogno d'amore (1943)
- El emigrado (1946)
- Confidencia (1948)
- Doña María la Brava (1947)
- Lluvia de hijos (1947)
- Cita con mi viejo corazón (1948)
- L'invasore (1949)
- Vendaval (1949)
- Tempestad en el alma (1950)
- Flor de lago (1950)
- Torturados (1950)
- Bonnes à tuer (1954)
- Claretta (1984)